# NGC 3605
NGC 3605 je eliptična galaktika u zviježđu Lavu.

## Vanjske poveznice
- (eng.) SEDS: NGC 3605
- (eng.) Revidirani Novi opći katalog
- (eng.) Izvangalaktička baza podataka NASA-e i IPAC-a
- (eng.) Astronomska baza podataka SIMBAD
- (eng.) VizieR